# رموز البانبو

رموز بانيو

رموز البانبو (بالصينية: 半坡陶符) هو اسم يعطى لـ 27 رمزًا تعود لعصر ما قبل التاريخ، وجدت في منطقة بانبو، قطاع شنشي في الصين، والتي قد تكون لها علاقة بثقافة اليانغشاو التي يرجع تاريخها من 5000 إلى 4000 ق.م. وجدت هذه الرموز في المناطق المتعلقة بثقافة اليانغشاو. البعض يظن أنها نوع من أنظمة الكتابة، في حين يُشكك البعض في ذلك.